# Jérémy Ménez
Jérémy Ménez (7. květen 1987, Longjumeau, Francie) je francouzský fotbalový útočník, který od léta 2023 hraje za druholigové Bari.

## Přestupy
- z Sochaux do Monaco za 3 500 000 Euro
- z Monaco do Řím za 12 000 000 Euro
- z Řím do PSG za 8 000 000 Euro
- z PSG do Milán zadarmo
- z Milán do Bordeaux za 2 850 000 Euro
- z Bordeaux do Antalyaspor za 1 500 000 Euro
- z Antalyaspor do America za 250 000 Euro

## Kariéra

### Reprezentační
Nastupoval ve francouzských mládežnických reprezentacích U16, U17, U18, U19 a U21.
V A-týmu Francie debutoval 11. 8. 2010 v přátelském zápase proti reprezentaci Norska (prohra 1:2). Celkově za francouzský národní výběr odehrál 24 zápasů a vstřelil v něm 2 branky. Zúčastnil se EURA 2012 v Polsku a na Ukrajině.

## Statistiky

### Klubové
| Sezóna            | Klub              | Liga              | Liga   | Liga | Ligové poháry | Ligové poháry | Ligové poháry | Kontinentální poháry | Kontinentální poháry | Kontinentální poháry | Celkem | Celkem |
| Sezóna            | Klub              | Soutěž            | Zápasy | Góly | Soutěž        | Zápasy        | Góly          | Soutěž               | Zápasy               | Góly                 | Zápasy | Góly   |
| ----------------- | ----------------- | ----------------- | ------ | ---- | ------------- | ------------- | ------------- | -------------------- | -------------------- | -------------------- | ------ | ------ |
| 2004/05           | Sochaux           | Ligue 1           | 24     | 4    | FP+FLP        | 2+2           | 0             | PU                   | 6                    | 0                    | 34     | 4      |
| 2005/06           | Sochaux           | Ligue 1           | 31     | 3    | FP+FLP        | 3+0           | 1             | -                    | 0                    | 0                    | 34     | 4      |
| Celkem za Sochaux | Celkem za Sochaux | Celkem za Sochaux | 55     | 7    | -             | 7             | 1             | -                    | 6                    | 0                    | 68     | 8      |
| 2006/07           | Monaco            | Ligue 1           | 29     | 7    | FP+FLP        | 2+2           | 0             | -                    | 0                    | 0                    | 33     | 7      |
| 2007/08           | Monaco            | Ligue 1           | 25     | 7    | FP+FLP        | 2+1           | 0             | -                    | 0                    | 0                    | 28     | 7      |
| 2008              | Monaco            | Ligue 1           | 3      | 0    | FP+FLP        | 0             | 0             | -                    | 0                    | 0                    | 3      | 0      |
| Celkem za Monaco  | Celkem za Monaco  | Celkem za Monaco  | 57     | 14   | -             | 7             | 0             | -                    | 0                    | 0                    | 64     | 14     |
| 2008/09           | Řím               | Serie A           | 29     | 4    | IP+IS         | 2+0           | 0             | LM                   | 3                    | 0                    | 34     | 4      |
| 2009/10           | Řím               | Serie A           | 23     | 1    | IP            | 4             | 0             | EL                   | 10                   | 3                    | 37     | 4      |
| 2010/11           | Řím               | Serie A           | 32     | 2    | IP+IS         | 4+1           | 0             | LM                   | 5                    | 2                    | 42     | 4      |
| Celkem za Řím     | Celkem za Řím     | Celkem za Řím     | 84     | 7    | -             | 11            | 0             | -                    | 19                   | 5                    | 114    | 12     |
| 2011/12           | PSG               | Ligue 1           | 33     | 7    | FP+FLP        | 3+1           | 0             | EL                   | 5                    | 2                    | 42     | 9      |
| 2012/13           | PSG               | Ligue 1           | 30     | 5    | FP+FLP        | 3+2           | 0+1           | LM                   | 7                    | 2                    | 41     | 8      |
| 2013/14           | PSG               | Ligue 1           | 16     | 2    | FP+FLP+FS     | 3+2+0         | 0             | LM                   | 4                    | 0                    | 26     | 2      |
| Celkem za PSG     | Celkem za PSG     | Celkem za PSG     | 79     | 14   | -             | 15            | 1             | -                    | 16                   | 4                    | 110    | 19     |
| 2014/15           | Milán             | Serie A           | 33     | 16   | IP            | 2             | 0             | -                    | 0                    | 0                    | 35     | 16     |
| 2015/16           | Milán             | Serie A           | 10     | 2    | IP            | 2             | 2             | -                    | 0                    | 0                    | 12     | 4      |
| Celkem za Milán   | Celkem za Milán   | Celkem za Milán   | 43     | 18   | -             | 3             | 2             | -                    | 0                    | 0                    | 46     | 20     |
| 2016/17           | Bordeaux          | Ligue 1           | 26     | 3    | FP+FLP        | 3+2           | 0             | -                    | 0                    | 0                    | 31     | 3      |
| 2017/18           | Antalyaspor       | Süper Lig         | 7      | 0    | TP            | 2             | 0             | -                    | 0                    | 0                    | 9      | 0      |
| 2018              | Club América      | Liga MX           | 10+4   | 3+2  | -             | 0             | 0             | LMC                  | 2                    | 0                    | 16     | 5      |
| 2018/19           | Club América      | Liga MX           | 3      | 0    | MP+MS         | 1+1           | 0             | -                    | 0                    | 0                    | 5      | 0      |
| 2019              | Club América      | Liga MX           | 1      | 0    | -             | 0             | 0             | -                    | 0                    | 0                    | 1      | 0      |
| Celkem za Américu | Celkem za Américu | Celkem za Américu | 18     | 5    | -             | 2             | 0             | -                    | 2                    | 0                    | 23     | 5      |
| 2019/20           | Paříž FC          | Ligue 2           | 17     | 4    | FP+FLP        | 1+0           | 1             | -                    | 0                    | 0                    | 18     | 5      |
| 2020/21           | Reggina           | Serie B           | 18     | 3    | IP            | 0             | 0             | -                    | 0                    | 0                    | 18     | 3      |
| 2021/22           | Reggina           | Serie B           | 16     | 5    | IP            | 1             | 0             | -                    | 0                    | 0                    | 17     | 5      |
| 2022/23           | Reggina           | Serie B           | 33     | 5    | IP            | 1             | 0             | -                    | 0                    | 0                    | 34     | 5      |
| Celkem za Regginu | Celkem za Regginu | Celkem za Regginu | 67     | 13   | -             | 2             | 0             | -                    | 0                    | 0                    | 69     | 13     |
| 2023/24           | Bari              | Serie B           | ?      | ?    | IP            | ?             | ?             | -                    | 0                    | 0                    | ?      | ?      |
| Celkově           | Celkově           | Celkově           | 462    | 87   | -             | 56            | 5             | -                    | 43                   | 9                    | 561    | 101    |

### Reprezentační

#### Statistika na velkých turnajích
| Reprezentace | Rok     | Zápasy             | Zápasy | Zápasy    | Zápasy           | Zápasy           | Zápasy   |
| Reprezentace | Rok     | Fáze turnaje       | Datum  | Soupeř    | Odehraných minut | Vstřelené branky | Výsledek |
| ------------ | ------- | ------------------ | ------ | --------- | ---------------- | ---------------- | -------- |
| Francie      | ME 2012 | 2 zápas ve skupině | 15. 6. | Ukrajina  | 73               | 1                | 2:0      |
| Francie      | ME 2012 | 3 zápas ve skupině | 19. 6. | Švédsko   | 13               | 0                | 0:2      |
| Francie      | ME 2012 | Čtvrtfinále        | 23. 6. | Španělsko | 26               | 0                | 0:2      |

#### Reprezentační branky
| Gól | Datum       | Stadion                                | Soupeř   | Skóre | Výsledek | Soutěž                             |
| --- | ----------- | -------------------------------------- | -------- | ----- | -------- | ---------------------------------- |
| 010 | 5. 6. 2012  | Stade Marie-Marvingt, Le Mans, Francie | Estonsko | 4:0   | 4:0      | Přátelské utkání                   |
| 020 | 15. 6. 2012 | Donbas Arena, Doněck, Ukrajina         | Švédsko  | 0:1   | 0:2      | Mistrovství Evropy ve fotbale 2012 |

## Úspěchy

### Klubové

#### Národní
- vítěz francouzské ligy (2x)

PSG: 2012/13, 2013/14
- vítěz mexické ligy (1x)

América: 2018/19
- vítěz francouzského ligového poháru (1x)

PSG: 2013/14
- vítěz mexického poháru (1x)

América: 2019
- vítěz francouzského superpoháru (1x)

PSG: 2013
- vítěz mexického superpoháru (1x)

América: 2019

### Reprezentační
- 1× na ME (2012)